# Misr El Makasa
Misr El Makasa (arabsky مصر المقاصة) je egyptský fotbalový klub hrající v Egyptské Premier League. Klub hraje nejvyšší egyptskou soutěž od sezony 2009/10, kdy se do ní poprvé v historii probojoval. Své domácí utkání hraje na stadionu Fayoum Stadium s kapacitou pro 10 000 diváků.